# دریاچه نمرود
دریاچه نمرود (ترکی استانبولی: Nemrut Gölü) یک دریاچه در استان بیتلیس کشور ترکیه است.